# Sweave
Sweave је потпрограм у статистичком програмском језику R који омогућава интеграцију Р кода у LaTeX или LyX докуменатима. Циљ је "креирање динамичких извештаја, који се могу аутоматски ажурирати уколико се промене податаци или анализе".
Анализа података се врши у тренутку писања извештаја, тачније, у тренутку састављања Sweave код са Sweave (тј., у суштини са Р) а потом са LaTeX. Ово може олакшати стварање ажурираног извештаја за аутора.
Зато што су Sweave фајлови заједно са свим спољашњим Р подацима који би могли да се набављају од њих и датотека са подацима садржи све информације потребне да се врати на анализу података. Sweave има потенцијал да направи истраживање транспарентније и репродукованије другима. Међутим, ово је само случај када аутор чини Р податке и Sweave код доступим. Ако аутор само објављује његов PDF резултат документа или штампане верзије, извештај креиран помоћу Sweave није више транспарентан или репродукован у истом извештају.